# Santiago de Montalegre
Santiago de Montalegre es una freguesia portuguesa del municipio de Sardoal. Según el censo de 2021, tiene una población de 208 habitantes.